# Боконбаево
Боконбаево (кирг. Бөкөнбай) — село, районный центр Тонского района Иссык-Кульской области Кыргызстана. Административный центр Кун-Чыгышского аильного округа. Код СОАТЕ — 41702 220 810 01 0.

## Население
По данным переписи 2009 года, в селе проживало 10648 человек.

## История

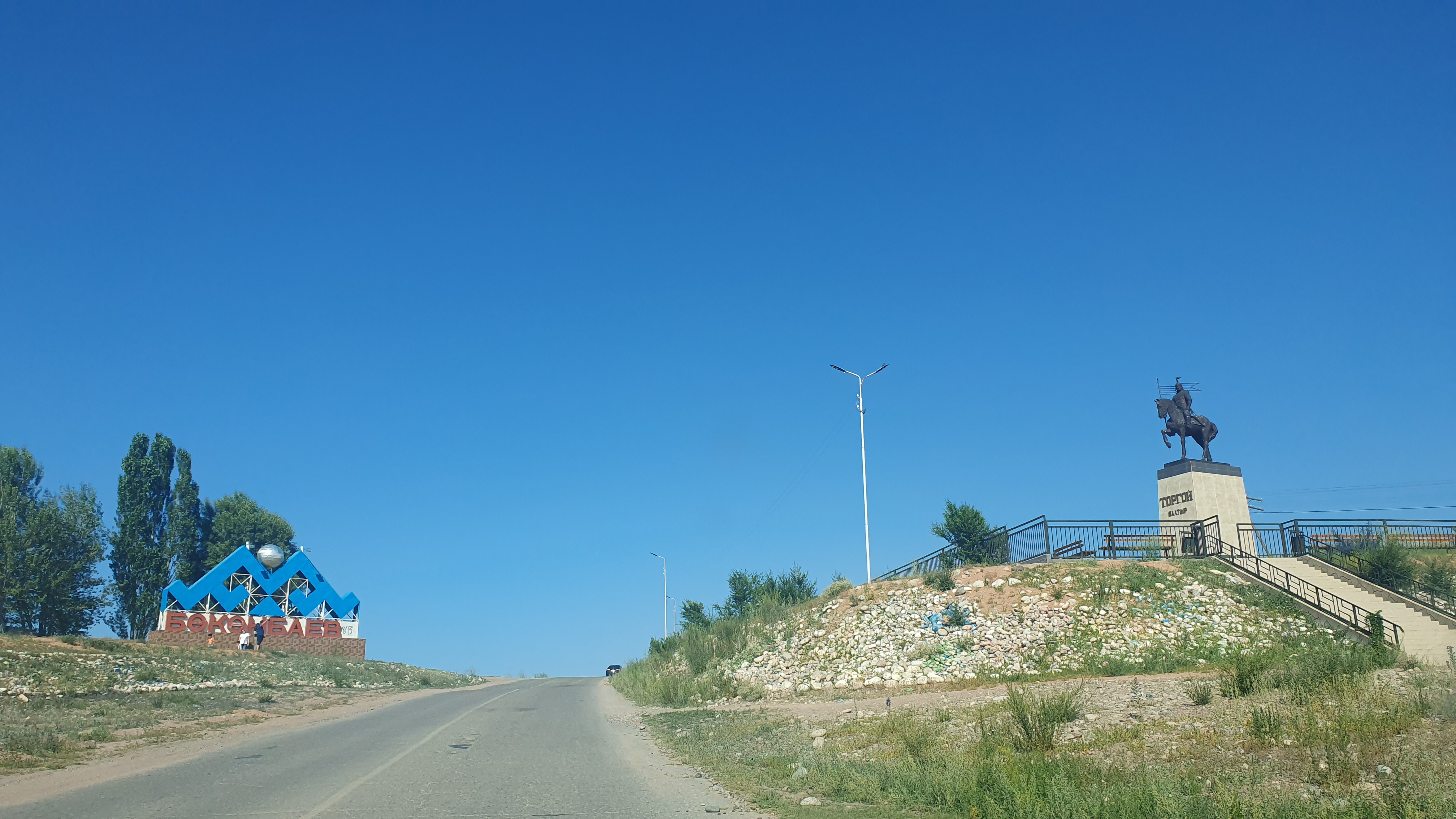
Въезд в село Боконбаево.

В 1912 году русскими переселенцами в местности Кок-Кытан было основано село, которое в честь одного из первопоселенцев было названо Кольцовка. В 1944 году село было переименовано в Боконбаевское, в честь Джоомарта Боконбаева — киргизского поэта и драматурга, погибшего возле села в автокатастрофе. Хотя, по всей видимости, село было переименовано за долго до этого года, так как в 1938 году оно значится под названием Кунчигыш.

## Известные жители и уроженцы
Эрнест Абдыжапаров